# Lars H:son Lundberg
Lars Haraldson Lundberg, född den 26 mars 1917 i Linköping, död den 9 april 2007 i Täby, var en svensk sjömilitär.
Lundberg avlade sjöofficersexamen 1938. Han blev löjtnant i flottan 1940 och kapten där 1946. Efter att ha genomgått Sjökrigshögskolan 1944–1947 var Lundberg flaggadjutant i kustflottans stab 1948–1951. Han tjänstgjorde i marinstaben 1951–1956 och 1960–1963 och var lärare vid Sjökrigshögskolan 1958–1960. Lundberg befordrades till kommendörkapten av andra graden 1956, till kommendörkapten av första graden 1960, till kommendör 1963 och till kommendör av första graden 1966. Han var linjechef vid Militärhögskolan 1963–1966, sektionschef vid marinstaben och chef för flottans personalkårer 1966–1971 samt chef för Ostkustens örlogsbas 1971–1977. Lundberg övergick till reserven 1977. Han invaldes som ledamot av Örlogsmannasällskapet 1957. Lundberg blev riddare av Svärdsorden 1957, kommendör av samma orden 1966 och kommendör av första klassen 1969. Han vilar på Norra begravningsplatsen utanför Stockholm.